# Howard C. Hickman
Howard C. Hickman (9 de febrero de 1880 – 31 de diciembre de 1949) fue un actor teatral y cinematográfico de nacionalidad estadounidense, 
Nacido en Columbia (Misuri), Hickman se inició en la industria del cine bajo los auspicios del productor Thomas Harper Ince. Coprotagonizó junto a su esposa, la actriz Bessie Barriscale, varias producciones antes de volver al mundo teatral. Hickman es también cariñosamente recordado por su breve actuación como John Wilkes en la película Lo que el viento se llevó.
Howard C. Hickman falleció a causa de un infarto agudo de miocardio en San Anselmo (California), en 1949. Fue enterrado en el Cementerio Mount Tamalpais de San Rafael (California).

## Filmografía

### Como actor
- Matrimony (1915)
- Alias Jimmy Valentine (1928)
- Hello, Sister! (1933)
- Here Comes the Navy (1934)
- Hi, Nellie! (1934) (sin créditos)

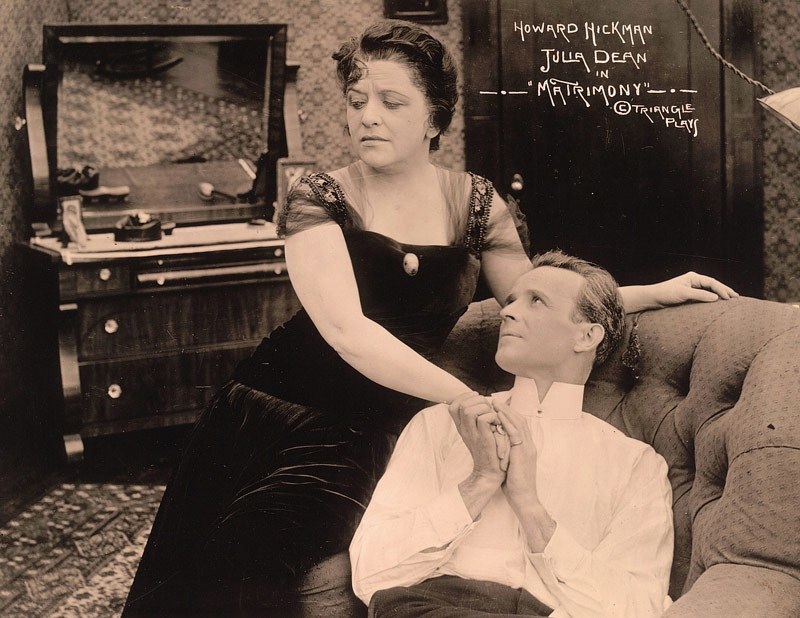
Julia Dean (1878 – 1952) y Howard C. Hickman en una foto publicitaria de la película Matrimony.

- Twentieth Century (1934) (sin créditos)
- Death on The Diamond (1934) (sin créditos)
- Mystery Liner (1934)
- Little Big Shot (1935) (sin créditos)
- Libeled Lady (1936) (sin créditos)
- Furia (1936)
- Swing Time (1936) (sin créditos)
- Crack-Up (1936)
- Venus Makes Trouble (1937)
- One Hundred Men and a Girl (1937)
- Holiday (1938) (sin créditos)
- Lo que el viento se llevó (1939)
- The Kansas Terrors (1939)
- On Borrowed Time (1939) (sin créditos)
- The Return of Doctor X (1939) (escenas eliminadas)
- It All Came True (1940)
- They Drive by Night (1940) (sin créditos)
- Boom Town (1940) (sin créditos)
- Strike Up the Band (1940)
- Belle Starr (1941)
- Dick Tracy vs Crime Inc (serial de 1941)
- Lady from Louisiana (1941) (sin créditos)
- Lady for a Night (1942) (sin créditos)
- Tarzan's New York Adventure (1942)
- The Masked Marvel (serial de 1943)
- Watch on the Rhine (1943) (sin créditos)

### Como director
- His Mother's Portrait (1915)
- When Love Leads (1915)
- The White Lie (1918)
- The Heart of Rachael (1918)
- Two-Gun Betty (1918)
- All of a Sudden Norma (1919)
- A Trick of Fate (1919)
- Hearts Asleep (1919)
- Josselyn's Wife (1919)
- Tangled Threads (1919)
- Her Purchase Price (1919)
- Kitty Kelly, M.D. (1919)
- Beckoning Roads (1919)
- Just a Wife (1920)
- The Killer (1921)
- Nobody's Kid (1921)
- The Lure of Egypt (1921)
- A Certain Rich Man (1921)
- Man of the Forest (1921)

### Como guionista
- Kitty Kelly, M.D. (1919)
- Nobody's Kid (1921)